# 黃魚鴞
，又名黃漁鴞，為鴟鴞科魚鴞屬的一種鳥類。該物種分佈於從尼泊爾南部到孟加拉國、越南和中國的地區。由於其廣泛的地理分佈範圍，黃魚鴞在IUCN紅色名錄中被列為無危物種。

## 分類學
Cultrunguis flavipes 是布賴恩·霍頓·霍奇森於1836年提出的學名，他描述了一種來自尼泊爾的黃腳漁鴞。
魚鴞屬（Ketupa） 是勒內-普里梅韋勒·萊松於1831年為來自爪哇和印度的漁鴞物種提出的屬名。  
九種雕鴞物種的系統發育分析結果顯示，魚鴞屬（Ketupa） 物種形成了一個單系群。

## 描述
像其他漁鴞一樣，黃魚鴞擁有大型耳簇，但它們通常垂掛在頭部兩側，顯得非常凌亂不堪。牠們的眼睛是黃色的。黃魚鴞被描述為最“吸引人”的漁鴞之一。 它們的頭頂和上部通常是橙紅色，羽毛中央部分覆蓋著寬闊的黑色標記，羽毛邊緣則有與紅棕色相同顏色的斑點。肩羽呈現出暗淡的黃色，形成一道明顯的帶狀，橫跨鴞的肩部。飛羽和尾羽上有明顯的深棕色和淡褐色條紋。臉盤不明顯，但眉毛和前額有一大片明顯的灰白色區域。雖然馬來漁鴞和褐魚鴞的腿部無羽毛覆蓋，而毛腿漁鴞 （Ketupa blakistoni） 的腿部完全被羽毛覆蓋（後者更像大部分的雕鴞），但黃魚鴞的腿部約有三分之二被羽毛覆蓋。羽毛覆蓋下的腿部為黃綠色，爪子呈灰角色。除了腿部羽毛的變異性外，淡褐色漁鴞的羽毛顏色與黃魚鴞最為相似，但體型較小，且顏色偏淡褐色，而非橙紅色。褐魚鴞則顏色較為單調的棕色，下部有明顯的波紋，且背部沒有黃色的帶狀。
相比於類似長度的鵰鴞，漁鴞的尾巴通常更短，體型更重，翼展更大（尤其是黃魚鴞和毛腿漁鴞的形狀特別厚重），腿部更長，腳趾底部有粗糙的質地。至少後兩個特徵顯然是為了幫助這些鴞類捕捉魚類所做的適應性變化。主要以魚類為食的日行性猛禽也有類似的粗糙腳趾質地，這幫助它們抓住滑溜的魚類。與主要捕捉魚類的日行性猛禽（如魚鷹 （Pandion haliaetus））相比，漁鴞擁有大且有力的彎曲爪子，以及位於中爪下方的縱向銳脊，所有爪子都有鋒利的切割邊緣，與鵰鴞的爪子非常相似。此外，與許多以魚類為食的日行性猛禽不同，漁鴞在狩獵時不會將身體的任何部位浸入水中，只會將腳伸入水中，但漁鴞會在岸邊行走，涉水捕魚。與大多數鴞類不同，漁鴞的羽毛不柔軟，且缺少使其他鴞類能夠無聲飛行以伏擊獵物的梳狀和毛狀羽緣。由於缺乏這些羽毛特化，漁鴞的翅膀拍動時會發出聲音。漁鴞缺乏深邃的臉盤也表明，聲音對這些鴞類來說並不重要，因為臉盤的深度（以及內耳的大小）與聲音對鴞類狩獵行為的重要性直接相關。類似的適應性變化，如不願將身體浸入水中和缺乏消音羽毛，也出現在非直接相關的非洲漁鴞中。 黃魚鴞在線性尺寸上與褐魚鴞大小相仿。黃魚鴞從喙到尾長約48至61 cm（19至24英寸）。然而，研究顯示黃魚鴞的平均體重比褐魚鴞更重，且毫不意外地比同樣長度的雕鴞重得多。六隻成年黃魚鴞的平均體重為2,415 g（5.324磅），報告範圍為2,050至2,650 g（4.52至5.84磅），因此它們是現存最重的鴞類之一。只有毛腿漁鴞和大多數鵰鴞 （B. bubo） 的品種平均體重更重。白面鵰鴞 （Ketupa lactea） 和雪鴞 （B. scandiacus） 的最大（非平均）體重也更高，但這些物種的體重樣本數量要大得多。 在標準測量中，翼弦長為410至477 mm（16.1至18.8英寸），尾長為215至227 mm（8.5至8.9英寸），跗蹠長為60至67 mm（2.4至2.6英寸），喙長為48至52 mm（1.9至2.0英寸）。與褐魚鴞相比，黃魚鴞的尾長相似，平均翼長和喙長較大，跗蹠長略短。

## 分佈與棲地
黃魚鴞棲息在南部尼泊爾、印度北部、孟加拉國、不丹、中國、寮國、緬甸、台灣和越南的亞熱帶至溫帶森林中。
牠棲息於從喀什米爾和加瓦爾東至寮國、越南和中國南部的喜馬拉雅山麓，直至浙江和安徽的山區。牠需要有山間溪流的森林地區。在大吉嶺和尼泊爾等地區，牠們生活在海拔1,500至2,450米（4,920至8,040英尺）的高度。牠的分佈範圍部分與褐魚鴞 （K. zeylonensis） 在寮國和越南的範圍重疊，在那裡黃魚鴞偏好人跡罕至的荒野中的快速流動水域。在台灣分佈於山區溪流，北自新北市貢寮區的草嶺古道，南至屏東縣墾丁國家公園的南仁山保護區，武陵七家灣溪為最高海拔棲息地。

## 行為與生態

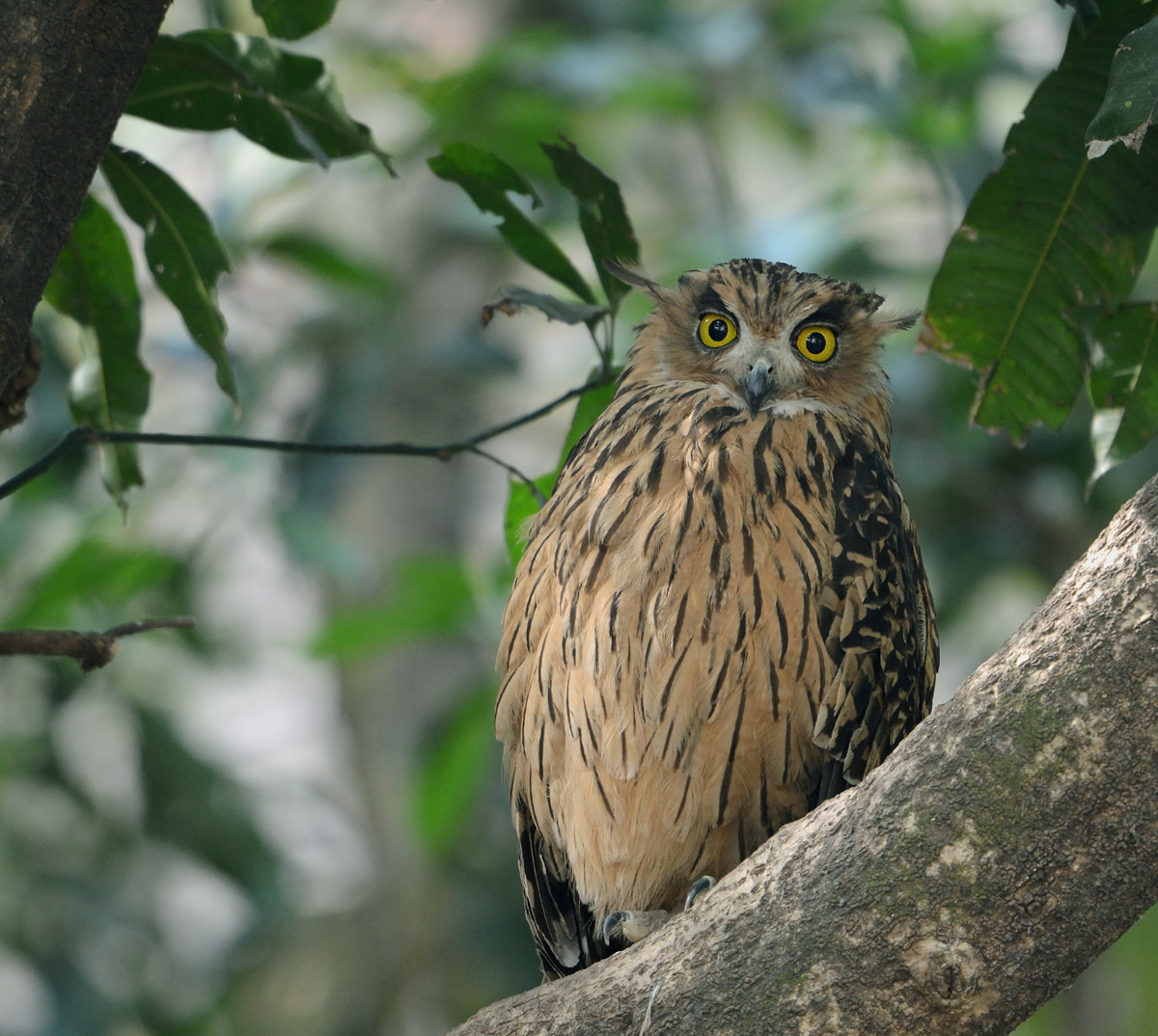
黃魚鴞 吉姆庫柏國家公園, 北阿坎德邦

黃魚鴞的領地叫聲是一種深沉的whoo-hoo聲音。牠們也會發出類似貓叫的meow聲。
四隻黃魚鴞在台灣被安裝了無線電發射器，並在1994年10月至1996年7月期間進行了監測。牠們主要是夜行性動物，於日落時分離開白天的棲地，並在日出前返回。牠們在黃昏時段最為活躍，移動和覓食，並在一小時內移動了最多1,800米（5,900英尺）。在寒冷的季節，牠們的活動更為頻繁。在夏季，繁殖中的鴞會有一些白天活動，主要是梳理羽毛。牠們也會在白天進行狩獵，以餵養牠們的雛鳥。  
每隻鴞使用多達17個不同的棲息地點，這些地點都位於距離溪流20至550米（66至1,804英尺）的原生林中。在寒冷的季節，牠們會棲息在靠近溪流的地方，但在較暖的月份裡也會搬遷到山坡上的棲地。牠們避開受擾動的棲地，如草地、農田和村莊附近。
黃魚鴞至少在部分時間內是日行性活動，白天的活動主要發生在下午晚些時候，尤其是在陰天時牠們可能會在日落前積極狩獵。然而，在下午之前，牠們白天通常顯得遲鈍。如果受到干擾或威脅，這些鴞類通常會靜坐不動，不會起飛。像大多數鴞類一樣，牠們通常選擇不顯眼的棲木以避免在白天被發現。 黃魚鴞被描述為三種較小的漁鴞中“最強大和兇猛”的一種。 在台灣，黃魚鴞的糞團發現在岩石上、棲木下和白天的棲地，糞團中包含了台灣絨螯蟹 （Eriocheir formosa）、斯文豪氏赤蛙（Odorrana swinhoana）、褐樹蛙 （Buergeria robusta）、中華蟾蜍 （Bufo gargarizans）、淡水蟹、蝦和魚的殘骸。牠們比起其他蛙類更常捕食蟾蜍，雖然牠們在溪流和濕地中數量較少，但由於體型較大，蟾蜍成為牠們的首選獵物。
牠們通常通過俯衝至水面來捕捉魚類，據報導牠們的狩獵方式出奇地活躍，與日行性以魚類為食的猛禽，如漁雕、海鵰和魚鷹的狩獵方式並無太大差異。不過，黃魚鴞並不排斥較為陸生的獵物，牠們也會捕獵蟾蜍、蜥蜴、蛇以及鼴鼠和尤其是囓齒動物等小型哺乳動物，其中有定期記錄到的少數哺乳動物獵物是竹鼠 （Rhizomys）。此外，也曾有報告指出牠們的獵物包括一隻小型馬來豪豬 （Hystrix brachyura）。牠們也會捕食鳥類，包括台灣的鴛鴦 （Aix galericulata），並曾超越較大型的地面鳥類如原雞 （Gallus spp.）、雉雞和馬雞，後者有時重量超過2（4.4磅）。黃魚鴞分布稀疏，通常生活在長達5.5—7.7 km（3.4—4.8 mi）的河岸地帶。
黃魚鴞和大多數鴞類一樣，是高度獨居和具有領域性的動物。其繁殖季節在印度為11月至2月，在阿薩姆為12月至2月。已知的巢位包括河岸的大洞、懸崖的洞穴和大樹的樹叉或樹杈。與所有鴞類一樣，黃魚鴞不築巢，而是將蛋直接產在裸露的地面上。牠們也常常在玉帶海鵰 （Haliaeetus leucoryphus） 廢棄的巢中築巢。通常產兩枚蛋，但有時僅產一枚。蛋的大小範圍為56至58.8 mm（2.20至2.31英寸） x 45.5至48.3 mm（1.79至1.90英寸），平均為57.1 mm × 46.9 mm（2.25英寸 × 1.85英寸），其大小與褐魚鴞的蛋相似。關於牠們繁殖生物學的更多細節目前尚不清楚，但推測基本上與其他漁鴞相似。

## 外部連結
- 维基共享资源上的相關多媒體資源：黃魚鴞
- 維基物種上的相關：黃魚鴞